# Lipowe (district Limanowa)
Lipowe is een plaats in het Poolse district Limanowa, woiwodschap Klein-Polen. De plaats maakt deel uit van de gemeente Limanowa en telt 758 inwoners.